# کاچیپای (کوندینامارکا)
کاچیپای (انگلیسی: Cachipay, Cundinamarca) نام شهری در کشور کلمبیا است.